# Ulrich Rüther
Ulrich Rüther (* 18. März 1968 in Ibbenbüren) ist ein deutscher Versicherungsmanager.

## Leben und Ausbildung
Rüther wurde am 18. März 1968 in Ibbenbüren/Westfalen geboren. Nach Abitur und Banklehre studierte Rüther Betriebswirtschaftslehre mit den Schwerpunkten Bankbetriebslehre und Versicherungsbetriebslehre an der katholischen Universität Eichstätt (Bayern) und an der Universität zu Köln. 1995 schloss er das Studium als Diplom-Kaufmann ab.

## Beruflicher Werdegang
Seine berufliche Entwicklung startete Rüther 1995 beim Gerling-Konzern in Köln (heute Talanx) als Trainee in der Sachversicherung. 1996 wechselte er zur Victoria Versicherung in Düsseldorf (heute Ergo Group) und wurde Assistent des Vorstandsvorsitzenden. Im Jahr 2000 übernahm er die Verantwortung für das Controlling der Auslandsgesellschaften der ERGO-Versicherungsgruppe. Ab 2002 war Rüther verantwortlich für den Vertrieb über Banken und wurde gleichzeitig zum Vorstandsmitglied der zum Konzern gehörenden Vorsorge Lebensversicherung mit den Ressorts Vertrieb, Personal, Kapitalanlage berufen. 2003 übernahm Rüther Vorstandsmandate in den Victoria Versicherungsgesellschaften (Sachversicherung, Lebensversicherung, Krankenversicherung) für das Ressort Vertrieb/Banken, ab 2005 zusätzlich für das Ressort Vertrieb/Makler.
Rüther wechselte 2006 zu den Provinzial Nordwest Versicherungsgesellschaften (Münster/Kiel) und übernahm zunächst den Vorstandsvorsitz der Provinzial Nordwest Lebensversicherung AG und der Provinzial Nord Brandkasse AG in Kiel, dessen Vertriebsressort er ebenfalls führte. Zusätzlich war er stv. Vorstandsvorsitzender der Konzern-Muttergesellschaft Provinzial Nordwest Holding AG in Münster. 2009 übernahm Rüther auch den Vorstandsvorsitz der Westfälische Provinzial Versicherung AG (Münster) und der Provinzial Nordwest Holding AG.
In Rüthers Amtszeit fällt die erfolgreiche Sanierung der vormals hoch defizitären Provinzial Nord Brandkasse in Kiel und die Zusammenführung der 2005 fusionierten Regionalversicherer in Westfalen, Hamburg, Schleswig-Holstein und Mecklenburg-Vorpommern als Provinzial Nordwest Konzern. Von großem medialen Interesse war ferner um den Jahreswechsel 2012/2013 der letztlich gescheiterte Versuch der Allianz SE zur Übernahme des zweitgrößten öffentlichen Versicherers Provinzial Nordwest. Zum Jahresende 2014 schied Rüther aus den Vorständen der Provinzial aus. Rüther ist Miteigentümer des inzwischen mehrheitlich zur Münchener Rückversicherungsgesellschaft gehörenden Assekuradeurs für Spezialrisiken Hansekuranz Kontor GmbH.

## Ermittlungen um vorgetäuschten Angriff
Aufmerksamkeit erlangte im Dezember 2012 die Berichterstattung über einen angeblichen Angriff mit Stichverletzung auf Rüther. Nachdem lt. Aussage der Staatsanwaltschaft ein Rechtsmediziner ein dynamisches Tatgeschehen als unwahrscheinlich bezeichnet hatte, räumte Rüther gegenüber den Ermittlungsbehörden ein, sich diese selbst zugefügt und den Angriff auf sich erfunden zu haben. Das anschließende Verfahren wegen der Vortäuschung einer Straftat wurde gegen eine Geldzahlung in nicht genannter Höhe eingestellt.
Die Geschehnisse sorgten in der Fachwelt und der Versicherungsbranche für Irritationen. Rüther wurde vom Aufsichtsrat als Vorstandsvorsitzender der Provinzial im Amt bestätigt. Auch die für die Beurteilung der fachlichen Eignung und der persönlichen Zuverlässigkeit von Bank- und Versicherungsvorständen zuständige Bundesanstalt für Finanzdienstleistungsaufsicht (BaFin) erhob nach Prüfung keine Einwände. Insofern berichteten Fachmedien über einen rätselhaften Vorgang, zu dem Rüther sich öffentlich nie äußerte.

## Ehrenamt
Rüther ist vermehrt ehrenamtlich aktiv. Auszugsweise zu nennen sind der stv. Vorsitz im Vorstand des Arbeitgeberverbandes der Versicherungsunternehmen in Deutschland (München) und die Tätigkeit als stv. Präsident der IHK Nord Westfalen in Münster. Seit 2015 ist er im Rating Komitee der Assekurata Assekuranz Rating-Agentur (Köln) für die Ratingurteile von Versicherungsunternehmen mitverantwortlich. Auch unterstützt er beispielsweise die Aktion Deutschland Hilft, das Bündnis renommierter deutscher Hilfsorganisationen mit Sitz in Bonn, in betriebswirtschaftlichen Fragen.